# Grigori Baklanov

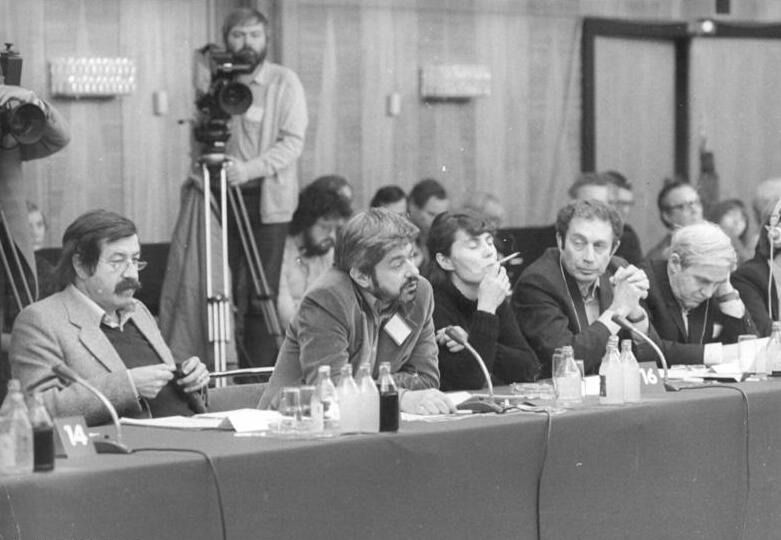
Baklanov (2e v.r.) met Daniil Granin (r), Günter Grass (l) en Jurek Becker (2e v.l.), in Berlijn, 1981

Grigori Jakovlevitsj Baklanov (Russisch: Григорий Яковлевич Бакланов) (Voronezj, 11 september 1923 - Moskou, 23 december 2009) was een Russisch schrijver en uitgever.

## Leven en werk
Baklanov werd maanden na de invasie van het Duitse leger in de Sovjet-Unie in de Tweede Wereldoorlog gerekruteerd voor het Rode Leger. Als 18-jarige soldaat werd hij naar het front gestuurd waar hij getuige was van de bittere nederlagen die het Sovjet-leger leed. Later werd hij officier bij de artillerie en kreeg verschillende medailles voor bewezen moed.
Baklanov is vooral bekend geworden door zijn oorlogsroman Een voetbreed aarde uit 1959 (in Nederland verschenen in de reeks Russische Miniaturen). Hij is een schrijver die de gruwel en de angst van de oorlog niet verdoezelt. Baklanov toont de Sovjet-soldaat tussen twee vuren: de vreemde vijand en de eigen vijand (de voortdurende dreiging van het Sovjet-gerecht: uitingen van lafheid werden bestraft). Dit maakt het hem mogelijk de "harde" waarheid over de oorlog te schrijven. Het werd hem in de Sovjet-Unie dan ook kwalijk genomen "te naturalistisch" te schrijven. 
Baklanov won niettemin in 1982 de prestigieuze Staatsprijs van de Sovjet-Unie voor zijn gehele oeuvre.
Van 1986 tot 1993, ten tijde van de hervormingen onder Michail Gorbatsjov, speelde Baklanov een belangrijke rol als hoofdredacteur van het literaire tijdschrift Znamja ("banier"). Znamja oefende veel invloed uit op de glasnost, of openheid, die Gorbatsjov voorstond. Het tijdschrift publiceerde werken die eerder onder de communistische censuur sneuvelden en maakte misdaden, begaan onder de heerschappij van Stalin, openbaar. In 1993 werd Znamja omgezet in een fonds. 
In 1993 tekende Baklanov met 41 andere intellectuelen de Brief van Tweeënveertig in reactie op de gebeurtenissen van de Russische constitutionele crisis van 1993. In de jaren negentig was hij lid / (mede-)voorzitter van diverse commissies op het gebied van literatuur en kunst.